# Мост слишком далеко (книга)
«Мост слишком далеко» (англ. A Bridge Too Far) — книга английского писателя и исследователя Корнелиуса Райана, вышедшая в 1974 году и посвящённая операции «Маркет Гарден» — неудачной попытке союзников освободить Нидерланды и создать плацдарм за Рейном в Арнеме. Достичь этой цели планировалось путём высадки десанта для захвата ряда мостов в оккупированных Нидерландах во время Второй мировой войны и последующего закрепления успеха в результате наступления сухопутных подразделений союзников. Последний из мостов через Нижний Рейн в Арнеме, захваченный и героически удерживаемый британскими десантниками в течение четырёх суток, оказался для спешивших к ним на помощь союзников «слишком далеко».
Райан назвал свою книгу в честь комментария, приписываемого генерал-лейтенанту Фредерику Браунингу перед операцией, который, якобы, сказал фельдмаршалу Бернарду Монтгомери: «I think we may be going a bridge too far». Энтони Бивор в своей книге, посвящённой Голландской стратегической операции, оспаривает это, утверждая, что Браунинг поддерживал операцию, к тому же, он не встречался с Монтгомери в указанный день.
Опираясь на широкий спектр источников, Райан задокументировал свой рассказ о битве 1944 года с помощью фотографий и карт. Он включил раздел о судьбе тех, кто выжил в операции: «Солдаты и гражданские лица — чем они занимаются сегодня».
Он рассмотрел тактические ошибки, допущенные при планировании операции. Популярные исследования о Второй мировой войне первых послевоенных десятилетий часто игнорировали битву или принимали её интерпретацию фельдмаршалом Монтгомери, как «частичный успех».
Книга была опубликована в 1974 году одновременно издательством Simon & Schuster в Нью-Йорке и издательством Hamish Hamilton в Лондоне. Позднее книга многократно переиздавалась, была переведена на многие языки, в 1977 году британским режиссёром Ричардом Аттенборо по ней был снят фильм, в подготовке которого приняли участие многие герои книги — участники операции.